# Gymnadenia archiducis-joannis
Cẩm nha hồng (danh pháp hai phần: Gymnadenia archiducis-joannis) là một loài thực vật có hoa trong họ Lan. Loài này được (Teppner & E.Klein) Teppner & E.Klein mô tả khoa học đầu tiên năm 1998.

## Hình ảnh

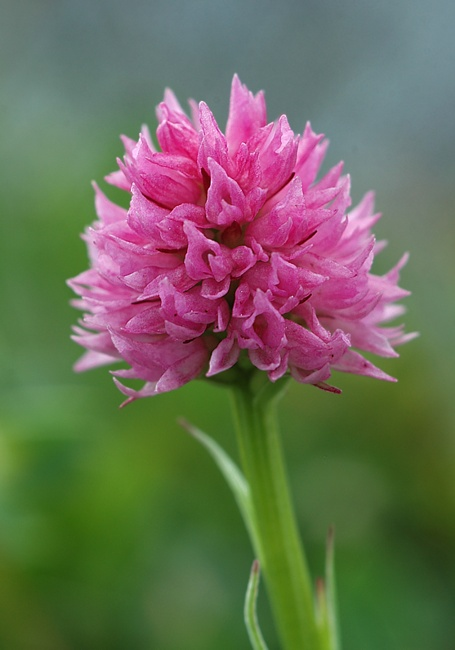
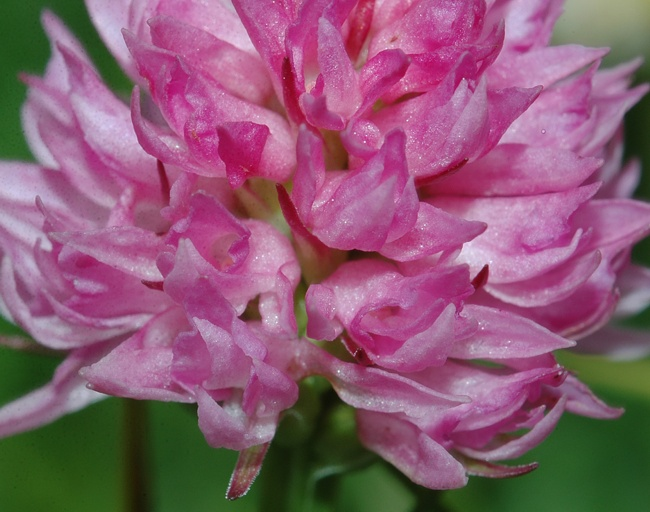